# DEFCON

Beredskapsnivåerna med färger.

DEFCON är en beredskapsskala som används av USA:s försvarsdepartement för de väpnade styrkorna. Skalan är femgradig: 5 är normal fredstid och 1 är när de facto krigsstillstånd råder. DEFCON är en förkortning av DEFense readiness CONdition. Olika militärkommandon kan vara i olika DEFCON.

## Nivåer och dess ungefärliga betydelse i USA
DEFCON 5Normalt läge i fredstid.
DEFCON 4Normalt läge, utökad underrättelsetjänst och ökade resurser för den nationella säkerheten. Under större delen av det Kalla kriget var DEFCON på nivå 4.
DEFCON 3Beredskapen är högre än normalt. Radioanropssignaler för de amerikanska trupperna byts ut till hemliga sådana. Efter terrorattacken den 11 september beordrades DEFCON 3 för tredje gången i ordningen.
DEFCON 2Ytterligare förstärkt beredskap, strax under högsta beredskap. DEFCON 2 har endast använts en gång: under Kubakrisen (22 oktober 1962) beordrades det Strategic Air Command (SAC) till DEFCON 2 medan övriga militära enheter gick till DEFCON 3. SAC var i DEFCON 2 till och med 15 november.
DEFCON 1Absolut högsta beredskap. Det är inte känt om DEFCON 1 har använts någon gång, men DEFCON 1 används om amerikanska trupper eller amerikanskt territorium är under attack av utländsk militär, eller om hotet är överhängande. Användning av kärnvapen är tillåtet under DEFCON 1.